# Kaarlo Halttunen
Kaarlo Halttunen, född 18 augusti 1909 i Villmanstrand, död 8 mars 1986 i Helsingfors, var en finländsk skådespelare.

## Biografi
Halttunen var son till författaren Kaarle Halttunen och skådespelaren Maija Parviainen. Han började uppträda som 6-åring och studerade vid Konstuniversitetets Teaterhögskola 1932–1934. Han arbetade därefter vid teatern i Åbo 1934–1938, Viborgs stadsteater 1938–1939 och teatern i Tammerfors 1940–1941. Under vinter- och fortsättningskrigen verkade Halttunen vid fronten. Han arbetade vid Helsingfors folkteater 1945–1952 och vid Finlands nationalteater 1952–1976.
Åren 1933–1968 medverkade Halttunen i sextio filmer och tilldelades 1953 Jussistatyetten för bästa manliga huvudroll i filmen Heta från Niskavuori 1952. Han medverkade i flera TV-uppsättningar 1959–1971. 1959 tilldelades Halttunen Pro Finlandia-medaljen. Halttunen var 1939–1973 gift med skådespelaren Hilkka Helinä, med vilken han hade barnen Marjukka Halttunen och Elina Halttunen.